# Különös házasság (film)
A Különös házasság Mikszáth Kálmán azonos című regénye alapján, Keleti Márton rendezésében készült 1951-es magyar játékfilm. A film a korszak politikai rendeltetésű filmgyártásának ikonikus darabjaként készült, s tragikus szerep jutott neki a sztálinista rezsim egyházellenes propagandájában.

## Cselekménye
Buttler János gróf iskolai szünidőre siet haza, szüleihez és szerelméhez. Útközben megpihennek Dőry báró házában, ahol Jánost fondorlatos módon csapdába ejtik. Hamis tanúk jelenlétében erőszakkal összeesketik Dőry báró várandós lányával. Az eskető pap a születendő gyermek apja. Bár Buttler, családja és barátai mindent elkövetnek, hogy a házasságot érvénytelenítsék, a római katolikus egyház és a bécsi udvar tekintélyét féltve ezt nem engedi. Buttler János és szerelmese ezért más utat választanak a váláshoz.

## Szereplők
- Benkő Gyula – Párdányi Buttler János gróf
- Gábor Miklós – Bernáth Zsiga
- Rajczy Lajos – Dőry István báró
- Temessy Hédi – Dőry Mária
- Tompa Sándor – Horváth Miklós
- Örkényi Éva – Horváth Piroska
- Somlay Artúr – Fischer érsek
- Pécsi Sándor – Medve Ignác, doktor
- Szabó Sándor – Szucsinka plébános
- Major Tamás – jezsuita
- Gobbi Hilda – Szimácsiné
- Uray Tivadar – Fáy István főispán
- Rajnai Gábor – Pereviczky ügyvéd
- Kemény László – Kövy professzor
- Bihari József – Csősz
- Sulyok Mária – Császárné
- Ungváry László – Metternich
- Kozák László – Vidonka Józsi
- Ruttkai Éva – Katica
- Gózon Gyula – Bernáth
- Berky Lili – Bernáthné
- Szakáts Miklós – Jeszenka
- Balázs Samu – Szentgáli kanonok
- Bodnár Jenő – Kanonok
- Mátray József – Kanonok
- Szegedi Szabó István – Kanonok
- Tapolczay Gyula – Kanonok
- Zách János – Kanonok
- Márkus László – A film elején a végzős diákok egyike
- György László – A film elején a végzős diákok egyike
- Csákányi László – Pap
- Sinkovits Imre – Medve doktor halála után, aki a tömegben felkiált, hogy "Nem!"
- Farkas Gyula – Medve doktor halála után, aki a tömegben azt mondja, hogy: "Meg a papokéit!"
- Dénes György – Egyik nemes úr
- Gonda György – Varga Gergely hajdú
- Gálcsiki János – sárospataki diák, Párdányi Buttler János és Bernáth Zsiga barátja
- Vándory Gusztáv – a pap, aki a tanúkat hívja be a tárgyalásra
- Szatmári István – János és Zsiga szövetségese

További szereplők: Kamarás Gyula, Somogyi Nusi

## A film politikai háttere
A film készítése idején, 1950-ben javában zajlott a sztálinista pártállam leszámolási hadjárata a katolikus egyház ellen. Mindszenty József prímás, esztergomi érsek ekkor már közel két éve (1948. december 26. óta) fogságban volt. Mindszenty perében még csak súlyos börtönbüntetések születtek, azonban a pártállami terrorgépezet készült az egyházi vezetők, illetve papok, szerzetesek és más „klerikális reakciósnak” bélyegzett személyek elleni leszámolás második, súlyosabb hullámára. E második hullámot a Grősz József kalocsai érsek – Mindszenty bebörtönzése idején a magyar katolikus egyház feje – elleni 1951-es per fémjelezte.
Mikszáth Különös házassága, mint eredetileg is erősen antiklerikális regény megfilmesítése a pártállam ideológiai- és propagandacéljait szolgáló filmipar részéről teljesen beleillett az antiklerikális perek előkészítő-, illetve kísérőpropagandájába, illetve annak fontos, hatásos elemét nyújtotta.
A filmet 1951. február 18-án mutatták be, Grősz József kalocsai érsek és más egyházi vezetők letartóztatására három hónappal később, május 18-án került sor. A Grősz-pernek legalább 24 mellékpere volt, melyekben összesen mintegy 200 embert ítéltek el a különböző bíróságok, közülük 15 személyen végrehajtották a halálos ítéletet. Más adat szerint a Grősz-per 27 mellékperében csaknem 30 embert ítéltek halálra, 17 ítéletet végre is hajtottak. Több letartóztatott belehalt a kihallgatások során alkalmazott kínzásokba.
A politikai funkciójú film céljai érdekében a forgatókönyv és a dramaturgia még erősen fel is nagyította a Mikszáth regényében eredetileg is radikális forradalmi, antifeudális és főleg antiklerikális üzenetet. Ennek érdekében a regénybelihez képest leginkább Medve doktor szerepét növelték meg, kissé a cselekményt is megváltoztatva, alakját Bernáth Zsigáéval együtt „a bűnös régi rend” fővádlójának és a forradalom szócsövének téve meg.
A Szucsinka plébános fiktív, Mikszáth által kitalált leány-megrontási ügyére alapozott regény propagandacélú megfilmesítése különösen illett az antiklerikális koncepciós perhullámra lényegében megrendelést adó pártvezetés azon iránymutatásához, hogy a közvélemény szemében a katolikus papság életformáját „erkölcsi mocsárként kell ábrázolni”. Révai József a Magyar Dolgozók Pártja Titkárságának 1951. május 4-i ülésén az egyházpolitika módosításáról ismertetett tervezete ezt szó szerint fogalmazta meg: „d. A pernek bizonyítani kell, hogy a szerzetesrendek és tagjaik erkölcsi mocsárban éltek”. Az útmutatás nyomán a Grősz-féle főperhez kapcsolódó egyik, pálos szerzeteseket érintő mellékperben „a koncepció szerkesztői a gellérthegyi Sziklakápolnában a szerzetesek által folytatott szexuális, homoszexuális orgiákat találtak ki”.
A regény cselekményének további elemei, melyek ideális megfilmesítési nyersanyaggá tették a koncepciós perek propagandatámogatására, hogy egyrészt központi konfliktusa egy nagy per formájában jelenik meg az egyházi hatalom és a főhős között, másrészt e per egyik negatív főszereplője egy püspök, akinek alakját a filmben már esztergomi érsekké változtatták. Révai tervezetének fő eleme a püspökök démonizálása volt: „Jelenleg a döntő: A püspökök leleplezése a nép színe előtt”.
Ágotha Tivadar, aki a film bemutatása és a Grősz-per évében a Veszprémi Püspöki Szeminárium kispapja volt, 1951. november 18-án a szeminárium Pázmány Önképző Körében tartott előadásában elemezte a regény és a film hiteltelenségét. A hiteles forrásokkal szembesítve bemutatta, hogy már a regény is meghamisította a tényeket, és alaptalanul vádolta a katolikus egyházat, illetve, hogy már Mikszáth is tudatosan kora antiklerikális politikájának kiszolgálásaként írta művét néhány évvel a polgári házasság bevezetése után. Rámutatott az év elején bemutatott film hamis propagandisztikus jellegére és arra is, hogy a rezsim milyen sikeresen használja a filmet katolikus egyház elleni propagandája céljaira Keleten és Nyugaton, a Szovjetunióban és a cannes-i filmfesztiválon egyaránt. Ágotha Tivadar ezért az előadásáért és egyéb vádak alapján hat év börtönt kapott.
A film főszereplői közül kettő is öngyilkos lett néhány éven belül: a rendszer egyik igazságtalansága, a színészeket is érintő kitelepítések ellen fellépő Somlay Artúr még 1951. november 10-én vetett véget önkezével életének, így a Különös házasság Fischer érseke lett utolsó előtti filmszerepe. (Utolsó filmszerepe a Nyugati övezet című filmben volt, amit 1951. július 10-én kezdtek forgatni és 1952 januárjában mutattak be.) A filmben Dőry bárót játszó Rajczy Lajos 1957. május 22-én, 1956-os emigrációja után követett el öngyilkosságot.

## Érdekesség
A film eredetileg színes volt, azonban a Ludas Matyi című filmhez hasonlóan ez is a kísérleti Gevacolor filmszalagra készült, amely hamar kifakult.